# Дворносельский сельсовет
Дворносельский сельсовет (белор. Дварнасельскі сельсавет) — упразднённая административная единица на территории Миорского района Витебской области Республики Беларусь.

## История
Упразднён 29 апреля 2004 года.

## Состав
Дворносельский сельсовет включал 27 населённых пунктов:
- Белорусская — деревня
- Блажки — деревня
- Возовники — деревня
- Вязовцы — деревня
- Гирьяты — деревня
- Дворное Село — деревня
- Жугеровщина — деревня
- Загорье — деревня
- Канахи — деревня
- Картавые — деревня
- Колганово — деревня
- Крыштули — деревня
- Миорки 2 — деревня
- Наталино — деревня
- Пестуны — деревня
- Плейки — деревня
- Подгайцы — деревня
- Подьельцы — деревня
- Раковые — деревня
- Свердлы — деревня
- Селище — деревня
- Станулево — деревня
- Стефаново — деревня
- Сухие — деревня
- Тилевцы — деревня
- Чеховщина — деревня
- Юнцы — деревня

Упразднённые населённые пункты:
- Денисово — деревня